# Suha Reka, Veliko Tărnovo
Suha Reka (în bulgară Суха Река) este un sat în comuna Veliko Tărnovo, regiunea Veliko Tărnovo,  Bulgaria. 

## Demografie
Componența etnică a satului Suha Reka
     Bulgari (75%)
     Nicio identificare (25%)
     Altele (0%)
La recensământul din 2011, populația satului Suha Reka era de 4 locuitori. Din punct de vedere etnic, majoritatea locuitorilor (75,0%) erau bulgari. Pentru 25,0% din locuitori nu este cunoscută apartenența etnică.